# Grootste-overschottenmethode
De grootste-overschottenmethode of grootste-restantenmethode is een methode voor het evenredig en onpartijdig verdelen van zetels in een wetgevende macht zoals een parlement. Het wordt toegepast bij het toewijzen van zetels aan entiteiten zoals politieke partijen en kiesdistricten.
De begint met het berekenen van het evenredig aandeel voor elke entiteit. Dit wordt vaak gedaan met het Hare-quotum. Vervolgens worden er volle zetels toegekend op basis van het naar beneden afgeronde evenredig aandeel. De overgebleven restzetels worden toegewezen aan de entiteiten met de de meeste overgebleven stemmen, oftewel grootste overschotten.
De methode wordt in Denemarken gebruikt om de nationale verkiezingsuitslag te bepalen en om vereffeningszetels te verdelen. Het staat ook wel bekend als de Hamilton-methode, genoemd naar Alexander Hamilton, die de methode in 1792 bedacht. Het is het de op drie na meest voorkomende verdelingsmethode ter wereld (na de D'Hondt-methode en de Sainte-Laguë-methode).

## Methode
De grootste-overschottenmethode verloopt in de volgende stappen:
1. Bepaling van het quotum: Het Hare-quotum wordt berekend door het totaal aantal uitgebrachte stemmen te delen door het aantal beschikbare zetels. {\displaystyle {\mbox{Hare-quotum = }}{\frac {{\mbox{aantal}}\;{\mbox{stemmen}}}{{\mbox{aantal}}\;{\mbox{zetels}}}}}
2. Eerste verdeling van zetels: Voor elke partij wordt eerst een berekening gemaakt van haar evenredig aandeel in de zetels. Het aantal volle zetels dat een partij direct wordt toegewezen, wordt bepaald door het aantal stemmen op die partij te delen door het Hare-quotum en vervolgens het resultaat naar beneden af te ronden op het dichtstbijzijnde gehele getal. Een alternatieve methode is om het aantal stemmen op een partij te delen door het stemtotaal maal het aantal zetels dat er te verdelen is.
3. Berekening van de overschotten: Na de eerste verdeling wordt voor elke partij berekend hoeveel stemmen overblijven die niet gebruikt zijn om een volledige zetel te behalen. Dit overschot wordt bepaald door het aantal volle zetels maal het quotum af te trekken van het aantal stemmen voor de partij.
4. Toekenning van de resterende zetels: De overgebleven zetels worden één voor één toegekend aan de partijen met de grootste overschotten. Bij gelijke overschotten moet een andere vastgestelde regel worden toegepast.

## Voorbeeld
In het onderstaande voorbeeld worden 10 zetels verdeeld met de grootste-overschottenmethode. Omdat er 100.000 stemmen zijn en 10 zetels beschikbaar, is het Hare-quotum 10.000 stemmen per zetel.
Eerst wordt het aantal stemmen van elke partij gedeeld door het quotum waardoor het aantal volle zetels per partij wordt berekend. Samen leveren deze 7 volle zetels op. Daarna worden de overgebleven 3 zetels verdeeld op basis van de grootste restanten. De drie partijen met het grootste overschot aan stemmen krijgen elk één van deze resterende zetels.
| Partij | Stemmen | Evenredig aandeel | Overschot | Overschot | Grootste-overschottenmethode | Grootste-overschottenmethode | Grootste-overschottenmethode |
| Partij | Stemmen | Evenredig aandeel | Breuk     | Restant   | Volle zetels                 | Restzetels                   | Totaal                       |
| ------ | ------- | ----------------- | --------- | --------- | ---------------------------- | ---------------------------- | ---------------------------- |
| A      | 47.000  | 4,70              | 0,70      | 7000      | 4                            | 1                            | 5                            |
| B      | 16.000  | 1,60              | 0,60      | 6000      | 1                            | 1                            | 2                            |
| C      | 15.800  | 1,58              | 0,58      | 5800      | 1                            |                              | 1                            |
| D      | 12.000  | 1,20              | 0,20      | 2000      | 1                            |                              | 1                            |
| E      | 6.100   | 0,61              | 0,61      | 6100      |                              | 1                            | 1                            |
| F      | 3.100   | 0,31              | 0,31      | 3100      |                              |                              | 0                            |
| Totaal | 100.000 | 7/10              | Zetels    | Zetels    | 7                            | 3                            | 10                           |

## Voor- en nadelen
De grootste-overschottenmethode is eenvoudig te begrijpen voor kiezers, omdat zetels worden toegewezen aan partijen met de grootste restwaarden. De methode voldoet aan de quotumregel, die stelt dat het aantal zetels per partij overeenkomt met haar evenredig aandeel, afgerond naar boven of naar beneden. Dit maakt de methode evenredig, intuïtief en transparant.

#### Kritiek en paradoxen
Ondanks de eenvoud wordt de grootste-overschottenmethode bekritiseerd door socialekeuzetheoretici vanwege verschillende toewijzingsparadoxen die bij de verdeling kunnen optreden. Zo is er de no-show-paradox waarbij het stemmen op een partij er paradoxaal genoeg toe kan leiden dat die partij zetels verliest. Daarnaast is er de Alabama-paradox waarbij het vergroten van het aantal zetels in een parlement (zonder dat er nieuwe verkiezingen worden gehouden) er toe kan leiden dat een partij juist zetels verliest. En ten slotte nog de nieuwe-staatsparadox waarbij het toevoegen van een nieuwe partij of kiesdistrict (zonder dat er nieuwe verkiezingen worden gehouden) onverwachte effecten kan hebben op de zetelverdeling tussen bestaande entiteiten.

#### Vergelijking met andere quotumregels
Hoewel het Hare-quotum proportioneel statistisch het meest zuiver en evenredig is, kan het in sommige gevallen leiden tot een meerderheid aan zetels voor partijen die minder dan een meerderheid van de stemmen hebben. Om dit effect tegen te gaan is het Droop-quotum ontwikkeld. Deze methode wordt vaak gebruikt in verdelingsmethoden zoals enkelvoudige overdraagbare stem maar heeft als nadeel dat het grotere partijen bevoordeelt in vergelijking met het Hare-quotum.